# 大洗バイパス

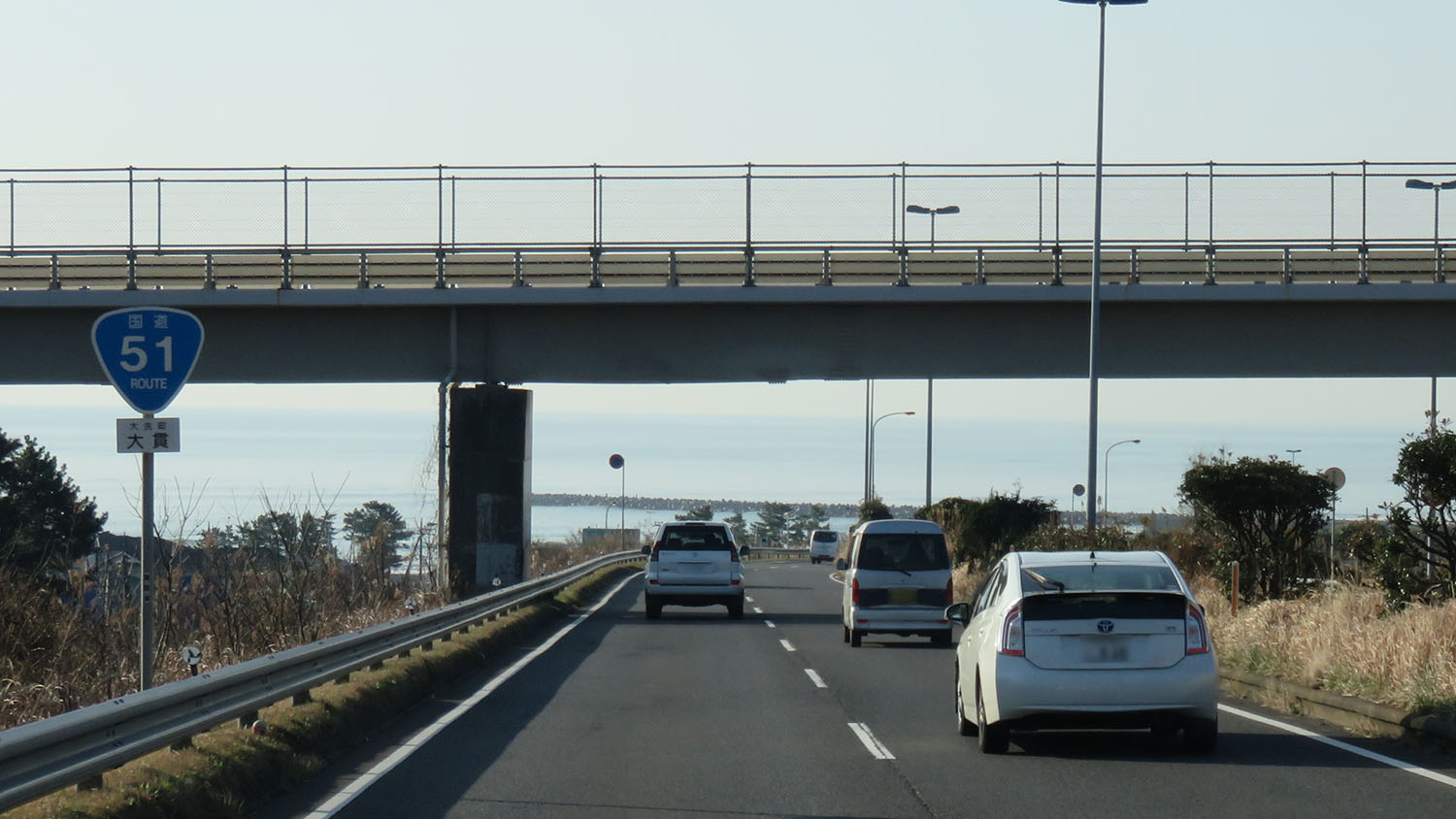
大洗バイパス
茨城県東茨城郡大洗町大貫町

大洗バイパス（おおあらいバイパス）は、茨城県東茨城郡大洗町と水戸市内を通る国道51号のバイパスである。

## 概要
- 起点 : 茨城県東茨城郡大洗町大貫町（茨城県道2号水戸鉾田佐原線・茨城県道16号大洗友部線交点）
- 終点 : 茨城県水戸市塩崎町（茨城県道2号水戸鉾田佐原線交点）
- 距離 : 4.3 km
- 車線数 : 4車線
- 区分 :
- 設計速度 :

バイパス化後の旧道は茨城県・大洗町移管となり、茨城県所管は茨城県道2号水戸鉾田佐原線となった。

## 歴史
- 1969年（昭和44年）9月：工事着手。
- 1972年（昭和47年）12月：全区間開通、暫定2車線で供用開始。
- 1991年（平成3年：4車線化工事着手。
- 1996年（平成8年）：全区間4車線で供用開始。

## 交差する道路
- 茨城県道106号長岡大洗線（東茨城郡大洗町大貫町）